# Sabon
Sabon är ett typsnitt skapat 1967 av Jan Tschichold för Linotype, Monotype och D. Stempel. Sabon har utvecklats utifrån Garamond.